# La bella di Mosca (film 2001)
La bella di Mosca è un film del 2001 diretto da Cesare Ferrario.
Il film è tratto dal romanzo omonimo dello scrittore russo Viktor Erofeev.
Il romanzo di Erofeev, autore con Cesare Ferrario anche della sceneggiatura fu pubblicato nel 1991 grazie a Michail Gorbačëv così come il film è stata la prima coproduzione italo-russa dopo la Perestrojka.
Il film non ebbe fortuna alla sua uscita nelle sale in Italia. Maggiore ne ebbe in Russia e in altri paesi dove è stato distribuito.